# Fulvio Irace
Fulvio Irace (Salerno, 12 maggio 1950) è un architetto e storico dell'architettura italiano.

## Biografia
Dopo la laurea in Architettura a Napoli con una tesi di progettazione, sotto l'influenza di Renato De Fusco e Maria Luisa Scalvini (entrambi docenti nell'ateneo partenopeo) inizia a dedicarsi alla storia e alla critica dell'architettura. Dopo essere stato ricercatore (dal 1982) e professore associato (dal 1988), dal 2000 è professore ordinario di Storia dell'architettura al Politecnico di Milano, attualmente in servizio presso la Scuola del Design; è stato inoltre visiting lecturer e professor in alcune università straniere (tra le quali quella di Princeton e l'Accademia di Architettura di Mendrisio).
Dagli anni Settanta ha organizzato mostre di arte e architettura in Italia e all'estero ed è stato responsabile per il settore Architettura della Triennale di Milano tra il 2005 e il 2009.
È molto attivo nella pubblicistica del settore, essendo stato redattore delle riviste Domus (1980-86) e Abitare (1987-2007) e avendo collaborato con A+U, The Architectural Review, Casabella, Lotus, Ottagono e Op.Cit. Dal 1986 è inoltre editorialista per l'architettura del supplemento Domenica del quotidiano Il Sole 24 Ore.
Nel 2005 ha ricevuto il Premio Nazionale ANCE-IN/ARCH "Bruno Zevi" per un Servizio di Informazione di Massa per il suo articolo Dietro il muro mediatico pubblicato su Il Sole 24Ore del 18 giugno 2000.
Nel 1980 Irace - assieme ad Aldo Grasso e al regista Giampiero Viola - ha curato per la RAI una serie di sei documentari sull'architettura intitolata La tradizione ritrovata. Passato e presente nella nuova architettura italiana, poi pubblicata in videocassetta nel 1983; ciascuna puntata è dedicata a un progettista (rispettivamente Paolo Portoghesi, Carlo Aymonino, Aldo Rossi, Vittorio Gregotti, la coppia di progettisti formata da Roberto Gabetti e Aimaro Isola, Guido Canella) e presenta immagini di disegni e modelli assieme a un'intervista originale all'architetto.
La sua attività di ricerca storica e critica è caratterizzata da numerosi studi sull'architettura italiana degli anni tra le due guerre mondiali e del dopoguerra, con numerose opere monografiche sugli architetti protagonisti di quella fase (ad esempio Giovanni Muzio, Gio Ponti, Carlo Mollino, Franco Albini, Luigi Caccia Dominioni e Vico Magistretti) che hanno cercato di approfondire il rapporto tra cultura internazionale e cultura locale nello sviluppo dell'idea di modernità nell'architettura italiana; ha toccato inoltre i temi del progetto contemporaneo (ad esempio con gli studi su Renzo Piano, Emilio Ambasz, David Chipperfield e Odile Decq) e della storiografia architettonica.

## Opere monografiche
- Fulvio Irace (a cura di), Assenza-presenza. Un'ipotesi di lettura per l'architettura, Ascoli Piceno: D'Auria, 1979.
- Fulvio Irace, Ca' Brütta, Roma: Officina, 1982.
- Fulvio Irace (a cura di), Precursors of post-modernism. Milan 1920-30s, (fotografie di Gabriele Basilico), New York: The architectural league, 1982.
- Renato Barilli, Fulvio Irace, Francesca Alinovi (a cura di), Una generazione postmoderna. I nuovi-nuovi. La postarchitettura. La performance vestita, Milano: Mazzotta, 1983.
- Fulvio Irace (a cura di), Aldo Andreani. 1909-1945, Bologna: CIPIA, 1988.
- Fulvio Irace, Gio Ponti. La casa all'italiana, Milano: Electa, 1988.
- Fulvio Irace, La città che sale. I nuovi grattacieli americani, Milano: Arcadia edizioni, 1988.
- Fulvio Irace, La casa della seta. Il ripristino di una fabbrica di Piero Portaluppi nella Milano anni '20, (fotografie di Giancarlo Gardin), Milano: Arti Grafiche Meroni, 1989.
- Fulvio Irace, Emerging skylines. The new American skyscrapers, New York: Watson-Guptill Publications, 1990.
- Fulvio Irace (a cura di), Nikolaus Pevsner. La trama della storia, Milano: Guerini studio, 1992.
- Fulvio Irace, Storie e storiografia dell'architettura contemporanea, Milano: Jaca book, 1992.
- Fulvio Irace (a cura di), Dimore metropolitane. Cafè, ristoranti, alberghi di Philippe Starck proposti da Driade, Milano: Electa, 1992.
- Giuliana Gramigna, Fulvio Irace (a cura di), Osvaldo Borsani, Roma: Leonardo-De Luca, 1992.
- Fulvio Irace (a cura di), L'architetto del lago. Giancarlo Maroni e il Garda, Milano: Electa, 1993.
- Gabriele Basilico, Fulvio Irace, Lo stabilimento di Ternate, Merone: Cementeria di Merone, 1993.
- Fulvio Irace, Giovanni Muzio (1893-1982). Opere, Milano: Electa, 1994.
- Fulvio Irace , Lorenzo Berni , Rossana Bossaglia, Emanuele De Reggi. Le statue per la sede Andersen Consulting di Milano e altre opere recenti, Milano: Andersen Consulting, 1994.
- Fulvio Irace, Driadebook. Un quarto di secolo in progetto, Milano: Skira, 1995.
- Fulvio Irace, Un moderno mecenate. Sedi storiche della Banca commerciale italiana a Milano, (fotografie di Gabriele Basilico), Milano: Banca commerciale italiana, 1995.
- Fulvio Irace, Milano moderna. Architettura e città nell'epoca della ricostruzione, (fotografie di Gabriele Basilico e Paolo Rosselli), Milano: Federico Motta, 1996.
- Fulvio Irace (a cura di), Gio Ponti, Milano: Cosmit, 1997.
- Fulvio Irace, L' architettura dell'EUR. Uno spazio ritrovato, (fotografie di Giovanni Ricci), Milano: Insigna, 1998.
- Fulvio Irace, Vanni Pasca, Vico Magistretti. Architetto e designer, Milano: Electa, 1999.
- Fulvio Irace, Dimenticare Vitruvio. Temi, figure e paesaggi dell'architettura contemporanea, Milano: Il sole-24 ore, 2001 (2ª ed. Milano: Lampi di stampa, 2008).
- Fulvio Irace, Paola Marini (a cura di), Luigi Caccia Dominioni. Case e cose da abitare. Stile di Caccia, Venezia, Marsilio, 2002.
- Fulvio Irace (a cura di), Renzo Piano : la fabbrica della musica. L'Auditorium Paganini nella città di Parma, (fotografie di Gabriele Basilico), Milano: Abitare Segesta, 2002.
- Fulvio Irace (a cura di), La forza delle cose: tradizione valdostana e design, Quart: Musumeci, 2003.
- Fulvio Irace (a cura di), Alfabeto ceramico, Salerno: Fondazione salernitana Sicheilgaita, 2003.
- Fulvio Irace, Emilio Ambasz. Una Arcadia tecnologica, Milano: Skira, 2004.
- Fulvio Irace, Graziella Leyla Ciagà, Trasparenza e prospettiva. Renzo Piano a Lodi, (fotografie di Gabriele Basilico), Azzano San Paolo: Bolis, 2004.
- Fulvio Irace (a cura di), Medaglia d'oro all'architettura italiana 2006, Milano: Electa, 2006.
- Fulvio Irace (a cura di), I luoghi dell'incontro. Momenti e spazi di vita sociale nell'Italia postunitaria, Azzano San Paolo: Bolis, 2006.
- Fulvio Irace, Italo Rota (a cura di), Good N.E.W.S. Temi e percorsi dell'architettura, Milano: Electa, 2006.
- Federico Bucci, Fulvio Irace (a cura di), Zero gravity. Franco Albini costruire le modernità, Milano: Electa, 2006.
- Fulvio Irace (a cura di), Renzo Piano building workshop. Le città visibili, Milano: Electa, 2007.
- Anna Chiara Cimoli, Fulvio Irace, La divina proporzione. Triennale 1951, Milano: Electa, 2007.
- Fulvio Irace (a cura di), Gio Ponti a Stoccolma. L'Istituto italiano di cultura C. M. Lerici, Milano: Electa, 2007.
- Fulvio Irace (a cura di), Casa per tutti. Abitare la città globale, Milano: Electa, 2008.
- Fulvio Irace, Petrus`Milano, Milano: Electa, 2008.
- Fulvio Irace, Gio Ponti, Milano: Motta, 2009.
- Fulvio Irace (a cura di), Medaglia d'oro all'architettura italiana 2009, Milano: Electa, 2009.
- Fulvio Irace (a cura di), XXV Marmo. Marble architectural awards 2010, Ospedaletto (PI): Pacini, 2010.
- Fulvio Irace, Carlo Mollino, Pero (MI): Il Sole 24 ore, 2011.
- Fulvio Irace, David Chipperfield, Milano: Mondadori Electa, 2011.
- Fulvio Irace, Michele De Lucchi, Il palazzo e la città. Progettare Piazza della Scala, Milano, Crocetta del Montello (TV): Terra Ferma, 2012.
- Fulvio Irace (a cura di), M. Marble architectural award. 1985-2012, Milano: Electa, 2012.
- Fulvio Irace, Franco Albini, Roma: Gruppo editoriale L'espresso, 2013.
- Fulvio Irace, Manuela Leoni, Gio Ponti, Milano: Fondazione dell'Ordine degli architetti, pianificatori, paesaggisti e conservatori della Provincia di Milano, 2013.
- Fulvio Irace, Federico Ferrari, Vico Magistretti, Milano: Fondazione dell'Ordine degli architetti, pianificatori, paesaggisti e conservatori della Provincia di Milano, 2013.
- Germano Celant, Fulvio Irace, Odile Decq, Roma: Gruppo editoriale L'espresso, 2013.
- Fulvio Irace (a cura di), Design & cultural heritage. Vol. 1. Immateriale virtuale interattivo, Milano: Electa, 2013.
- Fulvio Irace, Graziella Leyla Ciagà (a cura di), Design & cultural heritage. Vol. 2. Archivio animato, Milano: Electa, 2013.
- Fulvio Irace (a cura di), Made in slums. Mathare Nairobi, Milano: Corraini, 2013.
- Fulvio Irace, Manuela Leoni (a cura di), Architetture in posa. Le opere di Vico Magistretti a Milano, Milano: Fondazione Vico Magistretti, 2014.
- Paola Barbera, Fulvio Irace, Il Palazzo di via Stabile, Palermo, Crocetta del Montello (TV): Terra Ferma, 2014.
- Fulvio Irace, Francesca Molteni, Davide Pizzigoni (a cura di), Dove vivono gli architetti, Mantova: Corraini, 2014.
- Fulvio Irace, Gabriele Neri, Milano Mai Vista, Milano: Editoriale Domus, 2015.
- Fulvio Irace (a cura di), Storie d'interni. L'architettura dello spazio domestico moderno, Roma: Carocci, 2015.
- Fulvio Irace, Anna Mazzanti, Mariagrazia Messina, Antonello Negri, Carolina Orsini, Marina Pugliese, Ornella Selvafolta (a cura di), Mondi a Milano. Culture ed esposizioni 1874-1940, Milano: 24 Ore Cultura, 2015.